# L'Yerres de sa source a Chaumes-en-Brie
L'Yerres de sa source a Chaumes-en-Brie este o arie protejată (sit de importanță comunitară — SCI) din Franța întinsă pe o suprafață de 18 ha, integral pe uscat.

## Localizare
Centrul sitului L'Yerres de sa source a Chaumes-en-Brie este situat la coordonatele 48°40′55″N 2°57′18″E / 48.68194°N 2.955°E.

## Înființare
Situl L'Yerres de sa source a Chaumes-en-Brie a fost declarat arie specială de conservare în baza directivei 92/43 din 1992 referitoare la conservarea habitatelor naturale și a faunei și florei sălbatice pentru a proteja 4 specii de animale.

## Biodiversitate
Situată în ecoregiunea atlantică, aria protejată conține 3 habitate naturale: Cursuri de apă de la nivel de câmpie la nivel montan, cu vegetație Ranunculion fluitantis și Callitricho-Batrachion, Ape puternic oligomezotrofe cu vegetație bentonică cu Chara spp., Izvoare petrifiante cu formare de travertin (Cratoneurion).
La baza desemnării sitului se află mai multe specii protejate de  pești (4): zvârluga (Cobitis taenia), zglăvoacă (Cottus gobio), Cottus perifretum, cicar (Lampetra planeri).